# Jacques Laffitte
Jacques Laffitte (ur. 24 października 1767 w Bajonnie, zm. 26 maja 1844 w Maisons-sur-Seine) – francuski bankier i polityk, premier Francji (1830-1831).

## Życiorys
Pracował w paryskim banku, 1814-1819 był gubernatorem Banku Francji i przewodniczącym Izby Handlu, w 1816 został wybrany do Izby Deputowanych. Podczas posiedzeń parlamentu mówił głównie o kwestiach finansowych. Był jednym z najbardziej zdecydowanych zwolenników monarchii konstytucyjnej wśród ówczesnych francuskich polityków. Podczas rewolucji lipcowej jego dom stał się kwaterą główną stronnictwa rewolucyjnego. Po ustąpieniu Karola X nowy król Ludwik Filip I mianował Laffitte'a ministrem stanu, a następnie premierem. Jako premier, Laffitte próbował pomagać ruchom rewolucyjnym za granicą (szczególnie we Włoszech), jednak nie pozwolił Francji interweniować, co wywołało krytykę zarówno lewej, jak i prawej strony sceny politycznej, i ostatecznie zmusiło Laffitte'a do rezygnacji z urzędu 13 marca 1831.